# 巴西埃氏電鰻
巴西埃氏電鰻，為輻鰭魚綱電鰻目線鰭電鰻科的其中一種，為熱帶淡水魚，分布於南美洲托坎廷斯河及São Vicente河流域，體長可達12公分，棲息在底中層水域，生活習性不明。

## 扩展阅读
維基物種上的相關：巴西埃氏電鰻